# Smyrna (Maine)
Smyrna – miasto w Stanach Zjednoczonych, w stanie Maine, w hrabstwie Aroostook.